# 第八届全国人民代表大会代表名单
中华人民共和国第八届全国人民代表大会代表，共有2977人，任期从1993年3月至1998年3月。

## 北京市（62名）
于是之、万嗣铨、马耀骥、王润、王碧霖、仉振亮、方惠坚、叶才民、史静贤、代淑兰、戎易、过慧芬、刘长瑜、刘民复、江小珂、严仁英、杜德顺、李其炎、李博生、李锡铭、李鹏、杨衣云、杨周南、杨沫、吴树青、余永宁、宋世雄、张占林、张恭庆、张健民、陈丁茂、陈伦芬、陈希同、邵运杰、英若诚、国林、罗益锋、周冠五、郑光美、孟振德、赵守俨、赵鹏飞、胡大鹏、胡亚美、贾翠莹、钱秀珍、钱青、倪光南、凌爱宜、郭本立、浦洁修、陶大镛、陶西平、黄子云、黄达、黄超、梅祖彦、阎承宗、董建华、傅铁山、谢军、黎光

## 天津市（49名）
丁剑华、王光英、王贵明、王润生、王曾敬、韦力、卢蕙兰、申月明、冯容、母国光、朱兆芳、乔维熊、刘如琦、刘建章、刘航鹰、纪学澂、李云鹤、李泊溪、李学琴、李瑞环、杨戊辰、杨竞衡、杨溥臣、吴咏诗、吴振、闵恩泽、张立昌、张永根、张亚雄、张柏峰、陈超英、陈皓东、陈德丰、易志宽、郑振妙、孟昭瑞、赵克正、赵陆一、姚峻、聂璧初、崔士光、寇士清、蒋秉权、蔡世彦、蔡超群、缪主恩、潘义清、穆祥友、戴锡孟

## 河北省（110名）
王大名、王凤珍、王文义、王丙、王加林、王宝银、王洪增、王晓光、王敏玉、王德芳、卢雪松、申礼成、叶连松、白冬至、白润璋、白淑华、冯兰明、宁全福、毕又澄、吕吉泽、吕传赞、朱志武、任保伦、刘汉章、刘韧、刘金鱼、刘宗耀、刘宜贵、刘景昌、齐永衡、关阔、许建华、孙秀兰、孙琬钟、孙德民、杜书箱、李长庚、李永怀、李寿龄、李秀芬、李国庭、李炳良、李淑芳、李惠生、李瑞昌、李新芳、杨国琛、杨振华、杨新农、杨肇键、连振经、肖玉林、吴奇之、何香涛、佟志广、谷晓林、邹本真、邹竞、沈志峰、宋淑艾、张凤娥、张文典、张兰秋、张庆和、张兴让、张羽、张芸玲、张品、张锦芬、陈世堃、陈丙珍、苑书田、周振德、周德满、孟宪章、赵杏林、赵国忠、赵诚、赵振国、侯振清、姜殿武、栗战书、夏享熹、徐冀、高学兴、郭成志、郭志、唐顺义、黄军军、黄岚、黄国胜、黄庚辰、黄炎、崔翔、康庆德、阎志祥、阎恩荣、董耐芳、韩振国、程广文、程有志、程维高、温永和、谢景龙、赖在抗、慈成禄、潘公平、霍宗义、穆喜恒、魏建昆

## 山西省（69名）
马翠珍、王庭栋、毛维栋、乌杰、亢龙田、左昇、卢功勋、申纪兰、田桂兰、白枫、冯其福、成致平、朱礼厚、仲济学、任建新、任继林、任跟心、刘润来、刘蓉芬、关存先、江明、李子英、李双良、李立功、李运、李学谦、李振吾、杨珊珊、来金烈、吴昂、张邦应、张光鉴、张泽宇、张挺、张奎、张斌严、张塞、陈舜礼、邰爱国、金小美、周一鹤、周秋芳、周素英、郑社奎、孟伟哉、赵生才、赵学梅、赵贵发、赵晓颖、郝铸仁、胡富国、侯小保、袁杲、凌大琦、高忠丽、郭步殿、郭保林、席忠义、曹景慧、常贵明、常崇煊、梁吉祥、梁鸿飞、董秦军、程步云、解进保、薛军、霍红义、魏蕴瑜、

## 内蒙古自治区（63名）
于兴隆、于丽华、马林、王凤岐、王玉山、王维珍、王占文、王先进、王林珍、王尚罗、王维山、王景芬、王群、乌力吉、乌力吉、乌尼、文历东、布仁白乙拉、布赫、卢振远、包文发、冯笠、吕诚、旭仁花、刘学敏、刘震乙、李长发、李文光、李志英、李保安、吴旭阳、何福林、佟英争、狄旺旺、沈光弘、张卫华、张云声、张凤、张玉华、张国民、张福生、陈寿朋、陈秀才、陈朋山、周觉、赵志成、荣文彬、查干巴特尔、宫树清、费颂林、贺喜格扎布、徐术明、高连元、唐章媛、陶作义、桑杰毛伦、崔顺姬、斯热达日、道布、谢宏祖、赛革、德力格尔、额日登扣

## 辽宁省（146名）
丁兆民、于国珑、于建华、于恩光、马延利、王开元、王云峰、王长春、王亚忱、王臣、王华彬、王守彬、王国珍、王金国、王显骢、王殿栋、毛丰美、卞国胜、巴殿璞、邓凤兰、左琨、石玉红、史继文、白希尧、冯友松、冯玉忠、冯福纯、邢鹤林、朱凤云、朱炳梁、朱清时、朱雅轩、全树仁、刘广征、刘玄恭、刘志林、刘宝林、刘相荣、刘洪达、刘铁华、刘清富、刘雅静、关广生、关永光、许雷、孙兴武、孙奇、孙尚清、杜清江、李玉臻、李正龙、李本、李华忠、李应发、李绍周、李映凯、李桂莲、李晓安、李润庭、李继学、李鸿宾、李森茂、李靖、李静夫、李静文、杨振亚、杨烈宇、杨斌、肖彩芹、时铭扬、吴玉贵、吴汝舟、吴挺宝、何三光、何捷智、冷淑梅、沈广顺、宋木文、张文成、张生贵、张礼京、张再华、张国光、张宝孚、张前江、张晓俊、张焕文、张智毅、张毓茂、张德元、陈大新、陈英、陈素芝、陈家洱、陈慕华、武凤芹、武迪生、林仪媛、岳岐峰、岳振东、金连武、周重芝、周宝林、赵汝康、赵希友、赵祥、胡时英、闻世震、姜允贤、姜克让、洪承礼、骆继勋、秦德荣、袁一、夏福祥、顾诵芬、恩和巴图、爱新觉罗·溥杰、高文田、高灿叶、郭明子、郭和夫、郭玲华、黄建美、黄畋、黄恩元、戚其范、龚世萍、常义、崔载述、阎纯和、阎宝琴、梁志德、尉端恩、彭清源、葛晓光、董伟、董启凤、程盛中、谢凤林、谢昭仪、靳中华、鲍振东、黎鹏、薄熙来、魏德江

## 吉林省（88名）
丁士晟、马占清、马宁、王子卿、王文富、王立平、王秉环、王革、王家骐、王湘浩、王儒林、尤国、卢志民、卢良兆、丘华燊、朱忠民、伍卓群、全哲洙、刘希林、刘萍、刘淑莹、关艳霞、米凤君、安太庠、安莉、孙业堂、孙幼民、孙德慎、牟丽芳、李乃洁、李云峰、李述、李前宽、李振荣、李桂菊、李铁映、杨新人、连建设、吴长淑、吴玉富、吴式枢、吴宝晖、何竹康、谷长春、张今泰、张全、张明远、张桂芹、张恩祥、张海龙、张嘉铭、陈秀丽、陈明致、范士良、金敏雄、周绍宣、周翠华、郝富霞、战月昌、洪绂曾、袁柏雄、耿昭杰、聂文权、柴公仆、徐如人、高严、高杰、高潮、郭永德、郭晓峰、郭麟恭、黄百渠、黄葆同、曹龙浩、蒋岚瑞、程悦荪、傅万才、傅菁芸、鲁宝凤、曾凡煦、曾孝箴、谢玉林、谢声源、臧广信、臧胜业、额尔敦巴干、霍明光、鞠桂芝

## 黑龙江省（131名）
刁家运、于洪恩、于维汉、王人生、王之馥、王凤升、王文志、王汉忠、王军、王吾如、王英林、王金陵、王贵忠、王悦华、王德民、尤玉镯、牛遇山、方春子、古宣辉、石忠智、卢喆、申明道、冯永明、巩艳荣、有林、回景云、朱介麟、朱莲香、朱德昌、伍增荣、伊忠义、刘广宇、刘文举、刘桂琴、刘海涛、安振东、许忠仁、孙丕文、孙永亮、孙家鼎、孙维本、孙普选、孙德志、纪汉文、苍秀芝、苏在兴、李玉芝、李金春、李树成、李秋彦、李根深、李琰、李锡胤、李德、李德贵、杨久礼、杨子银、杨兆辉、杨守文、杨应鎏、杨国俊、杨淑珍、杨景苏、吴英淑、吴梅、吴鼎和、吴智勇、邱晴、何首伦、何淑兰、沈萃华、宋天虎、宋玉芬、迟建福、迟海滨、张久荣、张心愿、张玉洁、张正清、张丽贤、张春娟、张绪武、陆燕荪、陈占元、陈国兴、陈淑娴、陈渝樵、邵宏大、邵奇惠、季云祥、金遇春、周长吉、周占鳌、周祥、郑隆慧、单荣范、赵国良、赵晓霞、赵培星、赵德宏、段雅文、洪伯铿、莫文军、索长有、顾守信、钱棣华、倪志荣、徐寿山、徐良、徐国敏、高红岩、高明三、高振元、郭大本、郭志深、郭建煜、常宝泉、梁义胜、梁凤颖、梁彤、梁鹤先、尉健行、屠由瑞、韩国柱、嵇汉雄、程俊、谢勇、窦瑞霞、蔡文成、滕昭祥、毅赫

## 上海市（70名）
丁玮、干志坚、马桂宁、王乃粒、王之珮、王天铎、王佩洲、王培生、尤朝群、叶公琦、叶叔华、白同朔、朱志豪、刘金宝、江泽民、江建中、孙廷芳、严义埙、李大潜、李敏陆、李葵南、吴大琨、吴小仲、吴邦国、吴阶平、吴肇光、何静芝、汪云章、沈金康、沈效良、张元震、张友隽、张兰生、张仲礼、张定鸿、张轸宜、张敏、张锁娣、张燕、陈炳生、陈祖德、邵学明、林月英、林淑琼、罗大明、赵启正、荣毅仁、胡桂清、哈宝信、侯自强、骆兆添、秦宝兴、袁雪芬、夏丽卿、徐仁惠、徐志毅、徐鹏、高文魁、郭建华、郭南麟、诸君菁、黄关从、黄菊、曹国琛、惠永正、童宏谋、蔡福忠、薛明伦、薛慕煊、魏光爱

## 江苏省（137名）
丁佩玲、王励前、王希龙、王怀萍、王宏民、王定吾、王荣炳、王振华、王殊、韦钰、尤建圻、尤俊明、方之焯、甘黎明、艾德福、叶汝春、叶慧英、冯端、匡培梓、曲钦岳、朱正林、朱思明、朱家壁、华保良、庄印芳、刘秀梵、刘鹤章、许忠兴、许嘉璐、苏定强、杜学彬、李从福、李玉坤、李吉林、李先国、李金华、李炳才、李高岚、吴仁宝、吴冬华、吴光英、吴光南、吴锡军、邹家祥、汪洋、沈达人、沈辛荪、沈道齐、张月芹、张凤样、张阿舟、张厚宝、张美芳、张洪熙、张继青、张霓、张耀华、陆文夫、陆守曾、陆学艺、陆敬、陈次昌、陈冠军、陈祥兴、陈焕友、陈森辉、陈锡生、陈毓珍、陈邃衡、邵荣世、范广荣、范晋明、季允石、金忠青、金镠、周达春、周秀骥、周桂娟、郑坚、郑娟华、宓仲业、孟金元、赵少麟、赵文娟、赵守权、赵奇僧、赵金香、赵淼森、荣际凯、胡福明、胡德芳、俞敬忠、施学道、姜秀兰、洪锦炘、费孝通、胥传珠、姚开标、姚福宝、袁世珠、顾永骏、顾黄初、钱小萍、钱为民、钱易、倪慧生、徐云锦、徐玉时、徐守盛、徐其耀、徐德郁、徐燕、翁品光、凌福根、高之均、唐念慈、曹鸿鸣、龚则明、章师明、章瑞英、章新胜、益钧镒、彭金生、董世汤、蒋立金、韩培信、程惠明、傅寿仲、谢美兰、虞振新、窦国仁、蔡秀民、谭中行、谭泉海、潘一乐、潘多、魏绍芬

## 浙江省（117名）
卜昭晖、万学远、王永明、王启东、王佳生、王碎奶、史美棠、邢贲思、吕书缨、吕林、朱重庆、朱洪法、朱祖祥、乔石、任祖伊、邬福肇、庄志清、刘敏春、刘锦霞、江国庆、许行贯、许步劭、孙玉宝、孙永森、孙优贤、孙漱沅、严巍、李成表、李杏芬、李泽民、李居轩、杨少山、杨国栋、杨明志、吴山明、吴克甸、吴敏达、沈志荣、沈祖伦、沈善洪、宋少祥、张庆仁、张启楣、张念慈、张炳祥、张崇干、陆忠岳、陈士良、陈小微、陈文宪、陈同海、陈华姣、陈亦斌、陈红冰、陈国强、陈珊妹、陈俊亮、陈娟玲、范巴陵、范乐年、茅威涛、林希才、林浦雁、林瑜、季道藩、金全才、金敬德、金鑫、周天相、周青疆、郑寿松、郑富生、项秉炎、项淳一、赵正华、赵仲光、赵章光、胡志祥、洪震寰、姚克、姚启明、姚海根、秦吉强、顾世林、钱华春、倪长生、徐文荣、徐灿根、徐复沛、徐鸿道、徐朝兴、高春花、唐由之、黄亚洲、黄明智、龚雪珍、盛昌黎、常沙娜、章凤仙、章吉安、章锦湘、梁焕木、彭国镇、葛洪升、董光福、董辅礽、蒋福弟、韩天贞、韩曾萃、程速英、童克祖、谢高华、雷文先、裴鲁青、潘燕飞、薛驹、魏仰苏

## 安徽省（103名）
丁士匡、丁明伟、卫玠、马兰、马兴教、马怀柱、王太华、王世清、王吉鹏、王兴林、王绍华、王盛榜、王慈娜、仉贻壬、凤懋润、方一本、孔繁超、叶书根、叶秀华、朱咸来、刘汉杰、刘盛武、刘源张、孙尚珍、孙起孟、孙毓芳、李一峰、李克强、李振华、李翊神、杨传玺、杨纪珂、杨金锡、杨顺生、杨素云、杨振怀、杨海波、杨璞雄、吴文芳、吴让祥、吴存心、吴华夏、吴杭生、吴建生、吴钧枢、吴福五、何国珍、余根基、汪河池、汪洋、汪清、沈棠华、张玉琨、张平、张立之、张家顺、张锋生、张静、陆子修、陈天庚、陈心昭、陈宗明、陈桂英、陈培尧、陈铠、陈登明、陈源斌、邵明、邵挺根、季昆森、周正庆、周质胜、孟富林、赵玉涛、赵师庆、赵素云、赵衡蘧、胡平平、胡继铎、侯露、施伟国、姜林和、宣中光、秦德文、莫艳秋、钱明高、徐立全、徐宝圻、徐桂兴、高玉华、高蔚青、诸宗智、龚存玲、盛应芝、盛瑛、崔志东、梁天生、韩树棻、程炳其、傅锡寿、路观平、鲍建广、颜语

## 福建省（69名）
王小如、王克明、王绶琯、王耀华、卢嘉锡、庄表峰、刘与平、刘中柱、汤金华、祁如琴、许开瑞、阮五崎、巫秀美、李立士、李振营、李景禧、李温仁、杨春波、吴孝凯、吴序良、吴松刚、何少川、何璟、余宝笙、余静娟、张乾巽、张斌生、陈子荷、陈日亮、陈光毅、陈希仲、陈泉源、陈章良、陈联合、陈慧珠、林大穆、林兰英、林再生、林克敏、林秀娥、林宗棠、郑华森、郑秀琴、郑瑞英、郑碧漪、柯雪琦、要焕年、施性谋、洪少虎、洪永世、洪志明、袁启彤、贾庆林、高翔、黄小晶、黄长溪、黄幼雄、黄善华、龚一飞、葛兰妹、韩玉琳、曾金凤、谢华安、蓝玉凤、楷清海、赖爱光、蔡诗晴、潘心城、潘秀珍

## 江西省（83名）
王水长、王仕筠、王兴豹、王昭荣、王展意、毛致用、方博林、邓布仁、卢德荣、叶如美、朱治宏、伍显硕、华桐、全文甫、刘与忠、刘初浔、刘炎玲、刘夏石、刘焕辉、刘德旺、江小莹、许勤、孙玉璞、孙家彪、李小平、李立德、李沛瑶、李崇佑、杨淳朴、肖山、吴运金、吴国民、吴官正、邱禄鑫、何光芬、余秋里、余修炎、应明生、沈祖相、张果喜、张逢雨、张海如、张富、陈世旭、陈成之、陈作霖、陈祭尊、陈祥娣、陈梅芳、罗明、周琪、胡丽华、胡饬海、秦锡麟、聂福珍、顾林昉、倪贤伍、徐国武、徐京发、殷国光、郭永坤、涂玲慧、黄天纵、黄立圻、黄定元、黄智权、黄毓宝、黄懋衡、曹广洪、戚善宏、崔乃夫、阎鑫元、蒋仲平、喻长林、程光茹、傅国祥、舒圣佑、曾庆红、曾荣苟、雷长生、黎金辉、颜龙安、戴执中

## 山东省（179名）
丁一心、丁桂英、万珊珊、马仲才、马国强、马学福、王大海、王夫先、王友昌、王仁元、王为民、王永幸、王廷江、王廷础、王志中、王丽（女，回族）、王秀君、王根源、王涛、王善卿、王渭田、王新成、王曙光、韦大年（壮族）、毛宾尧、乌以功、卞宪体、尹忠显、尹萍、孔繁生、巴中倓、卢洪、冯怡生、曲格平、任继愈、向阳、庄万、刘伟、刘延民、刘盱昶、刘荣喜、刘陵城、刘维志、关美华、汤家永、许文华、许鸿章、孙吉芳、孙华心、孙启玉、孙翠英、孙德汉、牟成泽、纪玉君、杜荣久、杜爱玲、杜德富、李士先、李大年、李戈、李文全、李可岐、李田祚、李后、李宏瑛、李贤杰、李明先、李学智、李承友、李春圃、李振、李格森、李淑萍、李景常、李登海、李德珍、李德章、杨传堂、杨秋萍、杨家杰、杨淑英、杨绵绵、时立军、吴桂本、吴隆江、邱铁铠、余松烈、余诚刚、谷建芬、辛守璞、汪峡、宋希焕、张巧云、张正斌、张同生、张华福、张庆黎、张守业、张国兰、张知平、张树慈、张留林、张敏、张锡庆、张慧娟、张德凤、张儒岭、陆俊仪、陆宣、陈世廉、苑宪章、林书香、林敏、金兰英、金仲英、周广福、周鸿兴、周德山、孟红、孟红霞、孟宪铎、赵传香、赵志冰、赵志浩、赵良才、郝进然、郝建枝、胡宏智、胡振国、相建海、段建芹、俞正声、逄先知、姜守智、姜春云、姜健、贺学圣、贺端湜、秦云、秦尧基、秦仲达、秦灿石、莫文祥、夏立德、徐北文、徐寅生、奚霞、翁维权、高仁人、高敏、郭爱珍、郭新璋、唐与山、唐厚运、黄义、黄可华、黄利群、黄道农、曹志、戚其章、常宗琳、崔学文、彭佃德、彭湃、董凡玉、韩新民、韩增旗、程汉邦、傅庆馥、焦祖光、曾文戊、曾呈奎、谢玉堂、谢立信、管华诗、翟守才、潘承洞、戴文霞、鞠俊瑞

## 河南省（152名）
丁一、丁川、丁广治、马玛瑙、马忠臣、马树彬、马瑞雯、王日新、王凤英、王发水、王有杰、王列昭、王宏范、王俊礼、王冠群、王振秋、王留荣、王遂舟、王群、王殿勋、牛学忠、毛兴中、方成荣、左明生、史来贺、代鹿村、白凤祥、冯文成、吕茂盛、朱书泉、朱启祯、朱治国、刘世铭、刘仲轩、刘志华、刘国光、刘炳银、刘瑞云、刘增杰、关文雅、关福昌、孙前聚、孙鸿烈、纪华、李书安、李传家、李岚清、李怀清、李松武、李建中、李祖卫、李超、杨来顺、杨秀兰、杨金亮、吴基传、吴翠兰、余文华、余世顺、余恒、沈宁福、沈成明、沈秋萍、沈海观、张广兴、张天兰、张文生、张世军、张世英、张世霖、张生活、张兆瑞、张志刚、张明、张思卿、张复生、张娆妮、张恩珠、张玺钧、张海、张敏、张皓若、张瑞璋、张新亚、陈凤华、陈守予、陈作雨、陈明、陈春平、陈遒北、范兆源、范好古、范钦臣、范保国、范濂、林孔兴、林艾英、林作楫、林英海、郁明山、罗干、季新昌、周沛、周洪春、周遂记、郑增茂、封励行、赵玉莲、赵丙申、赵东宛、赵存献、赵志吉、赵明恩、赵宗晋、赵福林、赵精华、郝延忠、侯志英、俞家骅、饶潞、姜荷英、姜黎安、祝友文、姚秀荣、秦科才、贾宝珍、徐根娣、郭中奎、郭月清、郭安民、郭金城、唐光裕、陶丽华、陶新霞、曹江、曹策问、龚肇枢、鄂晓芬、崔继哲、崔新芳、梁长俭、董金荣、韩天经、韩顺风、景献琢、程典、焦金虎、释海法、雷书声、裴秀芹、薛随柱、戴明

## 湖北省（113名）
万赤明、马金魁、马跃、王子健、王汉章、王爱芳、王敏、毛冬声、文光辉、尹光显、以体珍、申美君、田洪先、田期玉、田震亚、邝安祥、冯杰、冯梦雅、吕克克、吕炳传、回良玉、向兴平、全梅华、刘本仁、刘纳朋、刘和顺、刘都庆、刘家栋、齐民友、江泽熙、江荣生、安明、许厚泽、许蕴荣、许冀煌、苏晓云、李达开、李红梅、李其凡、李昌禄、李崇淮、李绪鄂、李道均、李新贵、杨凤玲、杨葆焜、吴发育、吴传英、吴建宁、吴建国、何浣芬、余笑予、沈克昌、张万华、张艺霞、张正林、张光明、张寿、张荣国、张道恒、陈亿毅、陈以芳、陈振中、陈家杰、陈跃南、陈智周、陈慈萱、林上元、林金铭、罗丽兰、罗清泉、金海润、周大兵、周作亮、周宝生、郑燕珊、赵永兰、赵宝江、赵梓森、郝诒纯、胡昌民、姚绍斌、贺光辉、袁仲由、贾天增、贾华英、夏菊花、倪志福、徐林茂、徐鹏航、翁行德、郭树言、唐小禾、姬建强、黄自强、黄毅诚、戚元靖、龚文祥、梁淑芬、覃立荣、曾小毛、曾世民、曾宪武、谢岳峰、詹炳炎、詹道胜、蔡爱玲、谭功炎、熊远著、缪合林、缪顺、操三咏、魏廷珺

## 湖南省（112名）
万培亚、义菊英、王宋大、王贤怡、王锡炳、孔令志、邓文全、邓威特、厉以宁、龙寿红、申甲球、丛树英、朱品芳、朱楚云、朱镕基、向显德、刘夫生、刘尧臣、刘红运、刘迪恺、刘建文、刘祖贻、汤淑兰、孙吉祥、孙健忠、阳忠恕、阳宝华、李仁善、李敬、李德华、杨仕伟、杨鄂祥、肖征龙、肖端林、吴同南、吴志泉、吴沅生、吴奇、何文彬、何真临、何祥、余孝良、张明泰、张学东、张树海、张剑、陈邦柱、陈光健、陈叔君、陈国达、林钮、林跃、欧阳松、罗宽、周兴荣、周宇平、周理查、赵晓屏、赵蓓瑛、赵满珍、赵毅拯、段以美、侯振挺、姚守拙、姚绮云、袁熙、贾明忠、夏和平、夏家骏、顾荣琪、徐唐龄、殷文忠、高锦屏、高德、郭建平、涂萍、黄远良、黄秀德、黄忠英、黄培劲、曹正祥、戚和平、眭宝华、章春香、章锐夫、章燕萍、梁稳根、彭元喜、彭茂吾、董志文、蒋铁生、韩兆锡、韩基安、储波、曾建徽、曾宪泽、曾晓浒、曾维伦、谢巩基、谢纪凤、雷国璋、詹顺初、蔡鲁伦、廖丽君、谭兴华、谭承令、熊奇生、熊清泉、滕昭蓉、颜永盛、潘贵玉、魏惠生

## 广东省（162名）
飞、马万祺、王进、王佛松、王鉥、王敏刚、韦基舜、文炮田、方少逸、方苞、尹林、古华民、厉有为、卢钟鹤、叶丽群、叶钦、叶雄干、叶耀、丘传英、吕建明、吕钦、朱万里、朱良、朱森林、伍尚忠、刘观送、刘志平、刘瑞强、关山月、汤炳权、许雁、红线女、李文卿、李兰芳、李伟庭、李连生、李近维、李国桥、李泽均、李泽添、李宝群、李绍珍、李泰谦、李维新、李瑞源、李楚珠、李灏、杨俊声、杨泰芳、吴月金、吴平、吴波、吴顺洪、吴康民、何化万、何厚铧、何德强、何耀棣、侣志广、汪仲英、汪明荃、沈永椿、张天送、张汉青、张伟基、张远贻、张铭熙、张惠忠、张磊、张暹坤、陆达权、陆达兼、陆炽然、陆培炎、陆耀宝、陈永棋、陈邦清、陈有庆、陈同庆、陈伟光、陈妙珍、陈纮、陈昌骏、陈健才、陈雪华、陈碧霞、林良孝、林若、林金汉、林素华、林维明、林曙光、罗寿棉、罗富和、周南、郑红朵、郑耀棠、房亚水(瑶族)、赵汝能、赵钟鸣、柯正平、柯岩、柯居涯、柳锦洲、蚁美厚、钟光超、姚嘉华、袁镜焕、聂永强、徐是雄、徐起超、奚顺娣、凌伯棠、唐广安、唐治安、唐星樵、唐海英(女，瑶族)、容柏生、黄广尧、黄文柬、黄东潮、黄光汉、黄华柱、黄国胜、黄忠勇、黄建立、黄涤岩、梁广大、梁戈文、梁昆浩、梁金城、梁爱诗、梁鉴蓬、彭士禄、覃自兴、曾茂朝、曾昭科、曾宪松、曾宪梓、曾德成、温玉华、游景玉、谢先德、谢非、谢颂凯、谢强华、蒲蛰龙、赖秀娟、简福饴、蔡体远、蔡诚、蔡渭衡、廖晖、廖瑶珠、端木正、谭光荣、谭盈科、黎子流、潘子怡、薛凤旋、霍英东、戴杰

## 广西壮族自治区（89名）
王延义、王兆邦、王素洲、韦元威、韦日科、韦文林、韦壮凡、韦秀容、韦启帅、韦灵敦、韦建征、韦树英、韦祖醒、韦鼎勋、毛旭辉、甘小惠、甘苦、左自鸣、卢丽芬、卢新贵、帅立国、成克杰、朱家清、任现春、刘明祖、刘知炳、刘嘉森、刘德新、农元德、苏以淑、苏健基、李兆仍、李兆生、李纪恒、李克、李其成、李京文、杨建中、杨政中、岑鸿平、何康、佘国信、沈北海、宋福民、张祖南、陆宁宁、陆建长、陈灿、陈诗禄、林超群、周军、周祖森、郑金妹、孟国才、赵玉林、赵富林、赵瑞隆、俞芳林、洪普洲、袁凤兰、夏宝芳、徐爱俐、凌克邠、高成芝、唐佩珠、陶爱英、黄少雄、黄兰英、黄汉儒、黄永辉、黄秀梅、黄宗炎、黄保尧、梁文书、梁焕新、程思远、曾宗标、谢土鸾、谢汝煊、谢铁骊、谢超杰、蒙荣兴、雷宇、廖琛云、廖靖生、谭三川、黎晓娴、潘志德、潘桂安

## 海南省（17名）
王光兴、王法仁、王桂兰、王琼瑛、王越丰、阮崇武、杜青林、杜碧兰、李广良、杨文贵、吴葵光、陈家悦、黄宝璋、符炳信、曾浩荣、雷洁琼、潘琼雄

## 四川省（205名）
于汉卿、土登尼玛、马开明、马麟、王文德、王可植、王充翁、王兴浦、王如岑、王叔文、王金祥、王周龙、王荣轩、王敖、王家福、王鸿举、王源峰、王嘉玲、水普老毛、邓阳仲、左明忠、石万俭、卢道猜、旦科、叶俊美、叶毓山、代先禄、白世泽、白尚武、白美清、冯克煦、冯伯和、冯崇泰、尼妹、吉木克达、朱预、朱盛科、朱裕民、伍精华、任作瑛、任绍辉、向仲怀、邬贺铨、刘文科、刘运生、刘家赞、刘继柏、刘鹏、祁林山、许君健、孙同川、孙昌琼、牟绪珩、严升贵、严如高、苏克明、李丁一、李太银、李方政、李玉香、李乐民、李达昌、李克光、李伯勇、李松旺、李治银、李俊聪、李振邦、李都、李慎宽、杨凤、杨代蒂、杨汝兰、杨汝岱、杨志明、杨析综、杨松英、杨宗义、杨美芬、杨振中、杨通兰、杨麻里、肖秧、吴因易、吴味辛、吴国芬、吴诸辉、何万钟、何天荣、何天祥、何郝炬、何卿桂、何雪容、何碌为、佘国华、邹家华、辛哲生、汪林林、沈志云、沈琴、张万全、张山、张文彬、张永言、张安居、张其劭、张育仁、张彦宁、张美蕙、阿布牛黑、阿称、陈大鹏、陈子升、陈光国、陈昌智、陈明琼、陈承志、陈宪传、陈爱民、陈宽金、林先泽、欧阳城、罗开忠、罗通达、季英珠、岳龙芳、周世勇、周仙兰、周光龙、周德钦、泽尼足、郎三清、屈坤宁、经福谦、赵文欣、赵尔宓、赵忠玉、赵春梅、赵敏光、郝仕伟、胡敏、胡德忠、胡懋洲、柳恩梅、钟树梁、香根·巴登多吉、种明钊、费子文、姚武定、贺芳、秦万祥、袁昌玉、袁景葵、索观涛、钱尚介、倪鹤龄、徐尚志、徐宗俊、徐静、徐僖、高贤华、高素芳、郭代仪、席义方、唐宁、唐发春、谈廷凤、陶晞晦、黄玉方、黄永光、黄学群、黄济人、黄家夫、黄寅逵、黄锦华、曹庆泽、康振黄、梁大碧、梁树高、彭复生、葛少康、董德明、蒋辅臣、蒋登富、韩兴旺、韩国宾、喻登荣、傅师亭、曾平江、曾孝平、曾恒华、曾宪林、谢太丰、谢世杰、谢明道、蒲泽权、雷亨顺、雷复权、蔡树根、臧棣华、裴祥富、谭细锦、熊钟澜、滕传丽、魏文彦

## 贵州省（72名）
马文骏、王以琴、王国文、王国昌、王录生、王炳俊、王振江、王淑贤、王朝文、王勤华、韦绍玉、韦绍凯、文明铣、方崇平、龙明伍、卢万里、申诚、田纪云、白德祥、朱青、乔学珩、刘大亮、刘也强、刘元举、刘长贵、刘正威、刘炳坤、刘爱力、刘路钗、安毅夫、许乐仁、李大学、李天碧、李先辉、李爱萍、杨光、杨运富、杨初桂、杨泽林、杨晓莲、杨菊花、吴少祥、吴向必、何兆麟、何盛藩、邹开良、张玉环、张芝庭、张庆勤、张明达、陆镇藩、陈清洁、欧明珍、罗尚才、周衍松、周德芬、孟连崑、赵子一、姚茂森、莫时仁、徐采栋、郭筑鸣、陶俊林、黄义仁、黄康生、康宏远、禄智明、楼士礼、詹显芬、管彦鹤、熊明珍、戴振华

## 云南省（83名）
刀有祥、刀导孔、刀述仁、刀爱民、马开贤、王正光、王汉斌、王永滇、王廷琛、王学仁、王昭明、艺和、木荣相、尹俊、邓国强、卢恩才、白乔英、司久义、吕冠国、刘中辉、刘枢、刘京、齐建仁、苏正国、李汉柏、李光明、李先猷、李秀芳、李坤阳、李宝莲、李荣昌、李荫生、李振国、李桂英、李彬、李惠芳、李聪惠、杨传江、杨明、杨健强、杨铮、杨弼亮、杨福、肖代芬、邱三益、余志英、张荣、张美琼、张傲罗、阿逗、陈彭年、青长庚、岩拉、岩温、罗为信、罗正富、罗林国、和双秀、和志强、和丽梅、金古阿都、周林、郑志刚、宗庸卓玛、赵东芬、赵淑敏、保永康、郗承文、贺恭、格桑顿珠、郭濬清、梅多文、程政宁、童立珍、普发翠、普志英、普联和、普朝柱、曾永德、楚庄、缪以瑾、滕藤、潘正扬

## 西藏自治区（19名）
才旺班典、平措、生钦·洛桑坚赞、白珍、向巴平措、江村罗布、坚争、阿沛·才旦卓嘎、陈奎元、帕巴拉·格列朗杰、胡锦涛、洛桑、洛桑旦达、洛桑江村、洛桑顿珠、洛桑朗杰、热地、索朗丹增、谭华生

## 陕西省（66名）
丁关根、于小文、万绍芬、马大谋、马平一、王大中、王久富、王广林、王双锡、王玉锦、王世臣、王戍堂、王苓、王桂红、王勤功、石俊贤、史玉清、白清才、宁长珊、司南、朱世保、朱春华、刘文西、刘荣惠、刘遵义、牟玲生、芦翠雪、苏明、李升堂、李成博、李俊生、李殿荣、肖正诚、汪昭贤、沈如林、张小可、张帆、张保庆、陆帼一、陈作人、陈国夫、陈漱阳、易兰芬、罗洪溪、庞家钰、郑修麟、赵米香、赵炳章、柳随年、施文海、施润芝、贺桂梅、秦宝英、袁仲一、桂中岳、党磊、郭凤莲、唐绩初、崔林涛、梁春芳、彭玉梅、焦李成、遆靠山、雷仁义、颜贻镖、潘季

## 甘肃省（43名）
丁泽生、马玉贵、马邦才、马金翠、马靖宇、王永银、王国良、王家达、王福成、卢克俭、齐茂忠、安峰、许飞青、孙一峰、孙英、李万林、李文成、李吉均、杨小琴、杨丽青、杨金义、杨德儒、吴金衡、张吾乐、陈可言、陈耀仁、郑锦霞、赵俊谋、郝洪涛、柯茂盛、哈布塞来木、聂大江、贾志杰、顾军、顾金池、倪安民、郭锡廉、陶进美、阎海旺、韩修国、温家宝、德哇仓、魏宝文

## 青海省（17名）
马德良、王广仁、王汉民、王季平、切生、尹克升、田成平、达杰、任卫东、刘光中、杨衍银、宋彭生、昂毛、岳世淑、宦爵才郎、格桑秋吉、童成荣

## 宁夏回族自治区（14名）
马自福、马昌裔、马思忠、王志杰、白立忱、冯之浚、刘璞、李桂花、何生藻、汪愚、张奎、姚敏学、钱其琛、韩有为

## 新疆维吾尔自治区（58名）
马木提·卡德尔阿吉、马合木提·买买提、马建国、王玉芬、王乐泉、木拉提·霍加、尤努斯·艾克木、艾孜再姆·艾买提、艾海提·阿满、艾斯海提·艾山尼、艾斯海提·克里木拜、卡拉波娃·伊万诺夫娜·卡丽娅、永德光、毕玉兰、吐尔森·索太、肉孜·艾依提、米尔扎衣·杜斯买买提、米吉提·胡达拜尔地、安尼瓦尔·玉山、许鹏、买买提江·艾买提、玛依努尔·哈斯木、克尤木·吐尔迪、克里木·纳斯尔丁、苏丹·张波拉托夫、吴昌元、邹如清、沙地克·卡日阿吉、宋汉良、张国祥、阿山拜克·吐尔地、阿木冬·尼牙孜、阿不都瓦衣提·吾守尔、阿不都热衣木·阿米提、阿不都热依木·阿吉伊明阿勒布斯拜·拉合木、陈兆瑜、陈善明、陈德敏、努尔尼沙·吾甫尔、卓哈拉·司马义力、金云辉、周珠华、茹先古丽·阿不都拉哈德斯、热合木都拉·艾买提、聂胜利、贾德民、党金、铁木尔·达瓦买提、徐思益、徐效成、曹宗淮、盛华仁、康克俭、蒋玲芝、解生瑞、戴明梓

## 台湾省（13名）
王安生、田富达（高山族）、刘彩品、江水生、李辰、杨玉辉、吴国祯、张克辉、陈贵州、范增胜、林丽韫、洪涛、蔡子民

## 中国人民解放军（267名）
丁玉才、丁寿岳、刁从洲、于永波、于景常、么兴远、马凤桐、马占民、马驰、马建新、马盛林、马富才、王少君、王占华、王申、王立春、王永宁、王永明、王同琢、王作义、王春瑞、王洪福、王祖训、王继英、王清涛、王绪恭、王琪、王德芳、毛炳祥、方祖岐、尹文声、孔昭文、孔德年、邓小平、邓昌友、石宝源、叶正大、田书根、史水洲、冯金茂、邢世忠、成守亮、吕廷珩、吕家书、朱永清、朱光、朱京、朱超、朱淼泉、朱增泉、乔文清、伍素华、全英子、庆秀荣、刘友法、刘书田、刘玉斋、刘世伦、刘东才、刘仕楚、刘永祥、刘华清、刘国裕、刘凯、刘保健、刘洪芳、刘振华、刘桂楠、刘新增、刘镇武、祁振华、许志功、许胜、孙曼霁、孙景华、孙粹屏、阴法唐、买买提·艾力严尔益、杜世刚、李元正、李云山、李云生、李永金、李永泰、李对红、李邦亮、李西林、李伦、李旭阁、李杰、李树文、李俊琏、李桂林、李继松、李惠兰、李鼎文、李道芬、杨士杰、杨子才、杨正刚、杨世喜、杨白冰、杨汉文、杨伟炎、杨志华、杨怀庆、杨虹、杨振玉、杨根远、杨蓉娅、杨德春、肖怀枢、吴双战、吴华山、吴润忠、吴家民、吴湘庆、邱光灿、何彦芳、何善福、何新明、佟乌恩·白乙拉、邸荣华、沈兆吉、沈裕峰、宋殿毅、迟浩田、张二旺、张万年、张太恒、张文台、张文华、张汉平、张传苗、张仲先、张志坚、张序三、张国初、张明远、张宝康、张振、张家德、张彬、张谋、张湘、张震、陆载德、陈义春、陈达植、陈廷侠、陈华平、陈希滔、陈明山、陈学楚、陈荣乡、陈显华、陈培民、陈培森、陈章元、陈德明、陈燕勤、邵士诚、纳孜古力、范西红、林传康、林虎、林基贵、易元秋、罗有礼、金怡濂、周子玉、周文碧、周尔均、周再康、周衣冰、周春山、郑申侠、郑邦玉、郑完植、郑顺周、郑炳清、单既林、屈全绳、赵国光、赵贵卯、赵海滨、赵新先、赵曦光、胡长发、胡世浩、胡在银、钟玉征、种发有、段喜康、贺平、秦基伟、袁树斌、耿莲凤、聂力、栗前明、贾富坤、顿珠多吉、徐文义、徐同业、徐信、徐家柱、徐惠滋、高元法、高云江、高世良、郭玉祥、郭伯雄、郭桂蓉、郭培巩、郭锡章、唐广才、唐天标、唐守扬、姬胜德、黄玉章、黄茂江、黄学禄、黄恒美、黄渐鸿、萧榕、龚平秋、崔同山、符传荣、康成仁、康富泉、梁太林、隆志勇、董云海、董占林、董良驹、董宜胜、蒋顺学、韩世谦、韩怀智、粟戎生、景在新、喻忠桂、程建宁、程晓健、傅全有、傅秉耀、舒玉泰、温玉柱、温光春、谢光、谢德财、谢鹤鸣、蓝丁寿、雷星平、蔡仁山、臧文清、裴怀亮、廖锡龙、谭仕禄、谭冬生、缪国亮、滕万明、潘鸿梅、戴学江、魏伯良、糜振玉

## 代表变动情况

### 补选代表
- 天津：高德占
- 宁夏：王沧海、何琮、徐鸣凤、董家林
- 辽宁：张荣茂、梁增镖、丁德文、刘廷耀
- 吉林：郑龙哲、杨庆祥
- 福建：金能筹、陈明义、李秀记、李天森、贺国强
- 山东：李荣勤、卢新文、常春发
- 河南：李长春
- 广西：韦继松、韦保华
- 贵州：陈士能、刘方仁
- 新疆：张秀明
- 云南：马尧选、铁红祥
- 陕西：张勃兴、程安东
- 湖南：袁汉坤、黄甲喜
- 四川：刘芸、陈荣生、宋宝瑞、朱文明、张德邻
- 云南：杨国顺、彭勒准、罗德菊、王荣坤
- 北京：庄毅
- 黑龙江：田凤山
- 广东：卢瑞化、杨秀雯
- 海南：王家贤
- 甘肃：陈守杰

### 辞去代表职务
- 山东：焦祖光
- 北京：陈丁茂
- 湖南：曹正祥
- 福建：韩玉琳

### 罢免代表资格
- 云南：王正光
- 新疆：徐效成
- 辽宁：常义
- 山东：刘延民
- 北京：陈希同
- 辽宁：刘相荣
- 广东：林良孝
- 黑龙江：韩国柱
- 河南：毛兴中